# Емре Джан (шахіст)
Емре Джан (тур. Emre Can; нар. 21 січня 1990, Ізмір) – турецький шахіст, гросмейстер від 2010 року.

## Шахова кар'єра
У 1999-2010 роках неодноразово представляв Туреччину на чемпіонаті світу та Європи у різних вікових категоріях, найкращий результат показавши 2007 року в Шибенику, де на ЧЄ до 18 років посів 4-те місце. Крім того у 2003 році представляв свою країну на олімпіаді серед юніорів до 16 років, яка відбулась у Денізлі.
Гросмейстерські норми виконав у роках 2007 (Оломоуць, посів 1-ше місце), 2009 (Конья, поділив 1-місце разом з Марком Нарсісо Дубланом) та 2010 (Бурса, командний чемпіонат світу) і 2010 року в 20 років став наймолодшим в історії турецьким гросмейстером. 2014 року поділив 1-ше місце (разом із, зокрема, Володимиром Бурмакіним, Кевіном Спраггеттом і Бартошем Соцко) в Лісабоні.
Неодноразово представляв Туреччину на командних змаганнях, зокрема:
- чотири рази на шахових олімпіадах (2008, 2010, 2012, 2014)[4],
- двічі на командних чемпіонатах світу (2010, 2013)[5],
- на командному чемпіонаті Європи (2011)[6],
- на шаховій олімпіаді серед юніорів до 16 років (2003),
- на командному чемпіонаті Європи серед юніорів до 18 років (2002)[7].

Найвищий рейтинг Ело в кар'єрі мав станом на 1 жовтня 2014 року, досягнувши 2556 очок займав тоді 5-те місце серед турецьких шахістів.

## Зміни рейтингу
| На цьому місці має відображатися графік чи діаграма, однак з технічних причин його відображення наразі вимкнено. Будь ласка, не видаляйте код, який викликає це повідомлення. Розробники вже працюють для того, щоби відновити штатне функціонування цього графіка або діаграми. | |
| | На цьому місці має відображатися графік чи діаграма, однак з технічних причин його відображення наразі вимкнено. Будь ласка, не видаляйте код, який викликає це повідомлення. Розробники вже працюють для того, щоби відновити штатне функціонування цього графіка або діаграми. |